# Filippo Ghighi
Filippo Ghighi (Bibbiena, 12 marzo 1752 – Serravalle, 10 gennaio 1830) è stato un vescovo cattolico italiano.

## Biografia
Nato a Bibbiena il 12 marzo 1752, compì gli studi al seminario vescovile di San Miniato e conseguì poi la laurea in teologia a Pisa. In seguito, fu vicario generale a Chiusi (1777-1780) e a Pienza (1780-1783), mentre nel 1783 fu destinato alla sede di Sovana, dove rimase anche dopo la morte del vescovo Francesco Pio Santi (1799) reggendo le sorti della diocesi fino al 1802, quando ne venne nominato vescovo da papa Pio VII. Venne consacrato il 26 settembre 1802 dal cardinale Giovanni Filippo Gallarati Scotti nella chiesa del Gesù a Roma.
Morì il 10 gennaio 1830 presso la sua villa a Serravalle.
Dopo la sua morte, nel periodo che precedette la consacrazione del successore Francesco Maria Barzellotti, don Giacomo Bellucci, vicario capitolare della diocesi di umili origini, venne eletto vescovo il 30 settembre 1831 da papa Gregorio XVI,, ma morì a Scansano il successivo 1º novembre senza poter essere consacrato.

## Genealogia episcopale
La genealogia episcopale è:
- Cardinale Scipione Rebiba
- Cardinale Giulio Antonio Santori
- Cardinale Girolamo Bernerio, O.P.
- Arcivescovo Galeazzo Sanvitale
- Cardinale Ludovico Ludovisi
- Cardinale Luigi Caetani
- Cardinale Ulderico Carpegna
- Cardinale Paluzzo Paluzzi Altieri degli Albertoni
- Papa Benedetto XIII
- Papa Benedetto XIV
- Papa Clemente XIII
- Cardinale Luigi Valenti Gonzaga
- Cardinale Giovanni Filippo Gallarati Scotti
- Vescovo Filippo Ghighi